# Пядиковцы
Пядиковцы (укр. П'ядиківці) — село в Неполоковецкой поселковой общине Черновицкого района Черновицкой области Украины.
До 2020 года входило в Кицманский район
Население по переписи 2001 года составляло 971 человек. Почтовый индекс — 59331. Телефонный код — 3736. Код КОАТУУ — 7322555701.